# Julien Mamet
Pour les articles homonymes, voir Mamet.
Julien Mamet, né le 24 décembre 1877 à Bourges et mort le 1er avril 1932, fut un mécanicien, puis aviateur français. Au service de Louis Blériot, il contribua à l'exploit de la première traversée de la Manche en avion en juillet 1909. Il accompagna Louis Blériot à l'étranger et fut le premier aviateur à voler en Espagne et au Portugal.

## Biographie
Né Julien François Morin, du nom de sa mère, Julien prend le nom de Mamet au mariage de son père Mathieu Mamet avec celle-ci, le 10 juillet 1878. Mathieu Mamet est serrurier.
Julien Mamet est mécanicien de Louis Blériot, avec Ferdinand Collin.
Breveté pilote le 6 janvier 1910, il réalise les premiers vols en Espagne : Barcelone, Madrid (en présence du roi), Majorque et Valence. Il vole ensuite au Portugal. 
En août 1910, il participe au meeting aérien de la baie de Seine à l’aérodrome du Hoc: le 25 de ce mois, il remporte le prix de la plus grande distance en un vol (168 kilomètres) et celui de la totalisation des distances (242 kilomètres).
Participant au circuit de l'Est, il n'en fait régulièrement que la 1re étape et, hors délai, la 4e, ce qui le fait néanmoins terminer 4e au classement général.
Empêché de rejoindre le terrain d'Issy-les-Moulineaux pour prendre le départ de la course Paris-Madrid par la catastrophe du 21 mai 1911, il tente de le faire le lendemain mais se perd dans le brouillard du côté d'Antony.
Il contribue à l'essor des écoles d'aviation pendant la Première Guerre mondiale. En 1926, il est à la tête de l'« escadrille Mamet », qui anime de nombreux meetings aériens, et à laquelle appartiennent, entre autres, Adrienne Bolland et son futur mari Ernest Vinchon.
Julien Mamet, qui avait ouvert après la guerre le « looping bar », rue de Port-Mahon à Paris, était aussi l'auteur de plusieurs brevets d'invention, dont celle d'un célèbre amortisseur. Décédé le 1er avril 1932, il est inhumé au cimetière communal de Pantin.

## Hommages
Un rond-point de Bourges, sa ville natale, porte son nom, de même qu'une rue de Buc (Yvelines).